# 浅野節
浅野 節（あさの まこと、1899年〈明治32年〉11月3日 - 1945年〈昭和20年〉8月）は、日本陸軍軍人。陸軍騎兵大尉、浅野部隊隊長（1938-1943年）、満洲国軍中校（中佐）。

## 生涯
広島県出身。陸軍大尉・浅野力三郎（陸士7期）の長男として生まれる。広島県第一中学校（現広島県立広島国泰寺高等学校）、広島陸軍幼年学校、中央幼年学校を経て、1921年（大正10年）7月、陸軍士官学校（33期）を卒業。同年10月、陸軍騎兵少尉に任官し騎兵第20連隊付となる。1924年（大正13年）9月から1925年（大正14年）7月まで陸軍騎兵学校で乙種学生として学んだ。1928年（昭和3年）12月、軍馬補充部三本木支部員に発令され、1931年（昭和6年）8月、騎兵大尉に昇進し騎兵第5連隊付となる。同連隊中隊長を務めて、1935年（昭和10年）3月に待命となり、同月、予備役に編入された。
1935年6月、満洲国軍に入隊し中校に任官。1938年から1943年にかけて、ロシア革命後の内戦に敗れて逃れてきた白系ロシア人で構成され、形式上は満洲国軍の一部であった部隊（浅野部隊）の隊長となる。
1941年6月22日のドイツによるソ連攻撃の後、彼はソ連に対する闘争は共産主義者に対する白系ロシア人を含む全人民の闘いであると述べた。1943年末に解任された。
解任後、満州帝国陸軍のロシア人部隊のための徴兵活動に従事。
1945年3月、浅野は「日本人の犠牲的精神は、物質的優位を誇る敵を打ち負かすだろう」と宣言した。「天の力は真実のために戦う者のためにある」。彼は白系ロシア人の兵士たちに、セント・ジョージの騎兵隊や日本の戦士たちを見習うよう促した。
1945年8月の日本降伏時、ソビエト軍の捕虜になることを望まず自殺した。

## 親族
- 叔父 浅野剛（陸軍少将）[1]